# Aplahoué
Aplahoué je grad u beninskom departmanu Couffo. Nalazi se na cesti Lokossa - Aplahoué, 7 km od togoanske granice i oko 80 km od Atlantskog oceana.
Prema popisu iz 2002. godine, Aplahoué je imao 21.443 stanovnika.